# Biblioteca Central Gabriel García Márquez
La Biblioteca Central Gabriel García Márquez es la más importante biblioteca de la Universidad Nacional de Colombia. Se encuentra ubicada en centro del campus universitario en la ciudad de Bogotá. Cuenta con un amplio catálogo de información en todas las áreas del conocimiento. La idea de una biblioteca central se remonta hacia 1962; Cuando Paul S. Miles, experto en bibliotecas, realizó un estudio sobre el estado en que se encontraban las veintiún Bibliotecas que tenía la Universidad en ese momento.Como conclusión recomendó centralizar todas las Bibliotecas en un gran edificio, de ahí la idea de crear una Biblioteca Central. 
Hacia 1964 el Consejo Superior Universitario de esta universidad dispuso la creación de la Biblioteca Central, para la cual cedieron el antiguo edificio en que se encontraba la Facultad de Filosofía y Letras.
En 1968  se iniciaron los trabajos de construcción y al bibliotecólogo y abogado colombiano Eduardo Santa para que se pusiera al frente del proyecto sobre la centralización e integración de las Bibliotecas de la Universidad. Los planos y la realización del edificio fueron elaborados por un equipo de arquitectos dirigidos por Alberto Estrada, quien siempre contó con la asesoría del Bibliotecólogo John Venstra.
En 1971 se inició la integración de las Bibliotecas en el nuevo edificio y el 1 de marzo de ese año comenzó a funcionar en las actuales instalaciones.
La biblioteca ofrece un servicio de sala para invidentes, dotada de software y hardware especializado, sección de lectura, libros y revistas en código braille.